# Diocesi di Idah
La diocesi di Idah (in latino Dioecesis Idahina) è una sede della Chiesa cattolica in Nigeria suffraganea dell'arcidiocesi di Abuja. Nel 2021 contava 309.063 battezzati su 2.380.600 abitanti. È rette dal vescovo Anthony Ademu Adaji, M.S.P.

## Territorio
La diocesi comprende la parte orientale dello stato nigeriano di Kogi.
Sede vescovile è la città di Idah, dove si trova la cattedrale di San Bonifacio.
Il territorio è suddiviso in 56 parrocchie.

## Storia
La prefettura apostolica di Idah fu eretta il 26 settembre 1968 con la bolla A Iesu Christo di papa Paolo VI, ricavandone il territorio dalla diocesi di Lokoja.
Il 17 dicembre 1977 è stata elevata a diocesi con la bolla Nobis quam maxime dello stesso papa Paolo VI.
Originariamente suffraganea dell'arcidiocesi di Kaduna, il 26 marzo 1994 è entrata a far parte della provincia ecclesiastica di Abuja.

## Cronotassi dei vescovi
Si omettono i periodi di sede vacante non superiori ai 2 anni o non storicamente accertati.
- Leopold Grimard, C.S.Sp. † (4 ottobre 1968 - 17 dicembre 1977 dimesso)
- Ephraim Silas Obot † (17 dicembre 1977 - 12 aprile 2009 deceduto)
- Anthony Ademu Adaji, M.S.P., dal 1º giugno 2009

## Statistiche
La diocesi nel 2021 su una popolazione di 2.380.600 persone contava 309.063 battezzati, corrispondenti al 13,0% del totale.
| anno | popolazione | popolazione | popolazione | presbiteri | presbiteri | presbiteri | presbiteri                | diaconi | religiosi | religiosi | parrocchie |
| anno | battezzati  | totale      | %           | numero     | secolari   | regolari   | battezzati per presbitero | diaconi | uomini    | donne     | parrocchie |
| ---- | ----------- | ----------- | ----------- | ---------- | ---------- | ---------- | ------------------------- | ------- | --------- | --------- | ---------- |
| 1970 | 14.214      | 684.880     | 2,1         | 23         | 2          | 21         | 618                       |         | 23        | 8         |            |
| 1980 | 27.511      | 950.000     | 2,9         | 16         | 6          | 10         | 1.719                     |         | 10        | 22        | 12         |
| 1990 | 50.638      | 1.123.655   | 4,5         | 25         | 15         | 10         | 2.025                     |         | 13        | 53        | 14         |
| 1999 | 93.162      | 1.324.694   | 7,0         | 39         | 24         | 15         | 2.388                     |         | 45        | 61        | 18         |
| 2000 | 94.599      | 1.326.599   | 7,1         | 37         | 26         | 11         | 2.556                     |         | 43        | 57        | 19         |
| 2001 | 96.006      | 1.328.432   | 7,2         | 43         | 30         | 13         | 2.232                     |         | 55        | 59        | 20         |
| 2002 | 100.966     | 1.405.991   | 7,2         | 45         | 32         | 13         | 2.243                     |         | 77        | 73        | 22         |
| 2003 | 102.684     | 1.418.899   | 7,2         | 58         | 47         | 11         | 1.770                     |         | 62        | 78        | 22         |
| 2004 | 129.763     | 1.342.480   | 9,7         | 42         | 35         | 7          | 3.089                     |         | 53        | 80        | 22         |
| 2006 | 188.617     | 1.409.000   | 13,4        | 56         | 49         | 7          | 3.368                     |         | 69        | 98        | 26         |
| 2013 | 246.852     | 2.034.933   | 12,1        | 73         | 66         | 7          | 3.381                     |         | 43        | 101       | 35         |
| 2016 | 284.012     | 2.108.494   | 13,5        | 82         | 72         | 10         | 3.463                     |         | 48        | 127       | 44         |
| 2019 | 300.513     | 2.148.415   | 14,0        | 88         | 77         | 11         | 3.414                     |         | 50        | 134       | 49         |
| 2021 | 309.063     | 2.380.600   | 13,0        | 98         | 83         | 15         | 3.153                     |         | 50        | 123       | 56         |